# Sanni Leinonen
Sanni Leinonen (Siilinjärvi, 8 novembre 1989) è un'ex sciatrice alpina finlandese.

## Biografia
Attiva in gare FIS dal novembre del 2004, la Leinonen esordì in Coppa Europa il 5 gennaio 2006 a Lenzerheide in slalom speciale e in Coppa del Mondo il 3 febbraio dello stesso anno a Ofterschwang in slalom gigante, in entrambi i casi senza completare la prova. Prese parte ai Campionati mondiali di Åre 2007, classificandosi 31ª nello slalom gigante, 30ª nello slalom speciale e 4ª nella gara a squadre, e di Val-d'Isère 2009, dove fu 21ª nello slalom gigante e 11ª nello slalom speciale.
Il 17 gennaio 2010 ottenne il miglior piazzamento in Coppa del Mondo, a Maribor in slalom speciale (7ª), e ai successivi XXI Giochi olimpici invernali di Vancouver 2010, sua unica presenza olimpica, si classificò 30ª nello slalom gigante e non completò lo slalom speciale. Il 4 marzo 2012 prese per l'ultima volta il via in Coppa del Mondo, a Ofterschwang in slalom speciale senza completare la prova, e si ritirò al termine di quella stessa stagione 2011-2012; la sua ultima gara fu uno slalom speciale FIS disputato il 16 aprile a Levi, non completato dalla Leinonen.

## Palmarès

### Coppa del Mondo
- Miglior piazzamento in classifica generale: 61ª nel 2010

### Coppa Europa
- Miglior piazzamento in classifica generale: 62ª nel 2007

### Campionati finlandesi
- 8 medaglie:
  - 3 ori (supergigante nel 2007; supercombinata nel 2009; slalom speciale nel 2010)
  - 5 argenti (slalom gigante nel 2006; slalom gigante, slalom speciale nel 2007; slalom speciale nel 2008; slalom speciale nel 2009)